# فهرست نمایندگی‌های دیپلماتیک اسرائیل

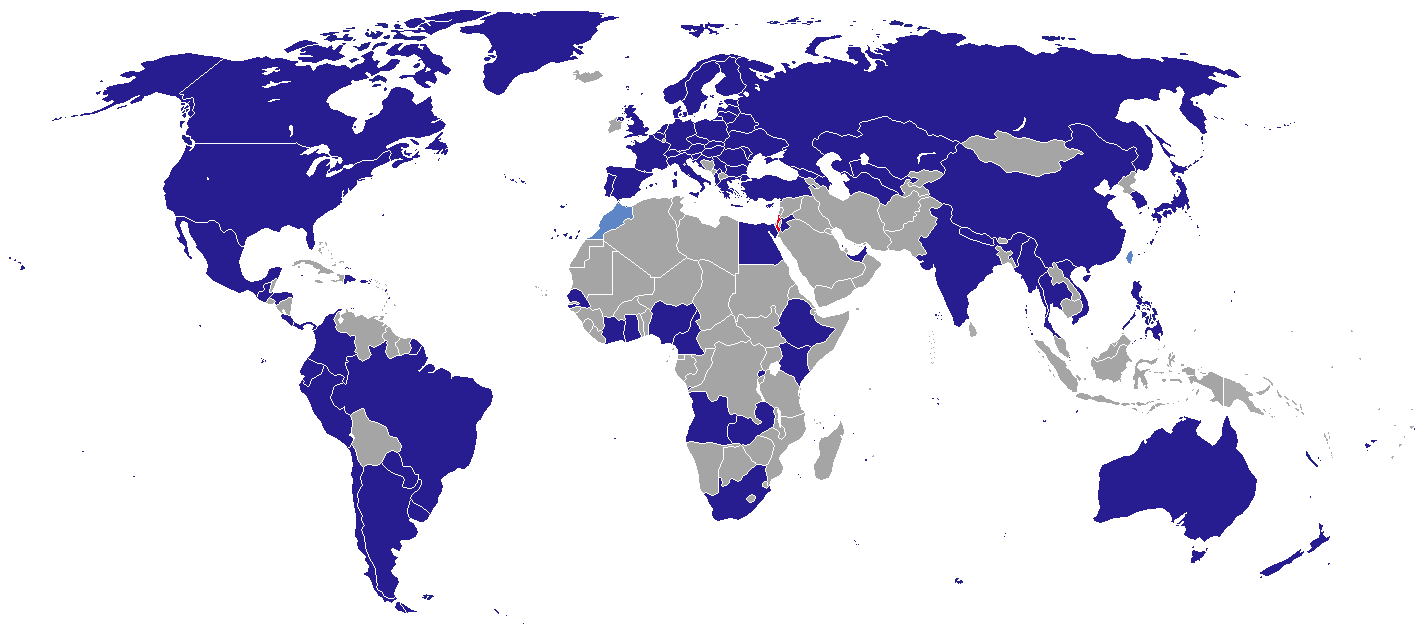
نقشه‌ای از کشورهایی که اسرائیل در آنها سفارت‌خانه و دفاتر نمایندگی دیپلماتیک دارد.

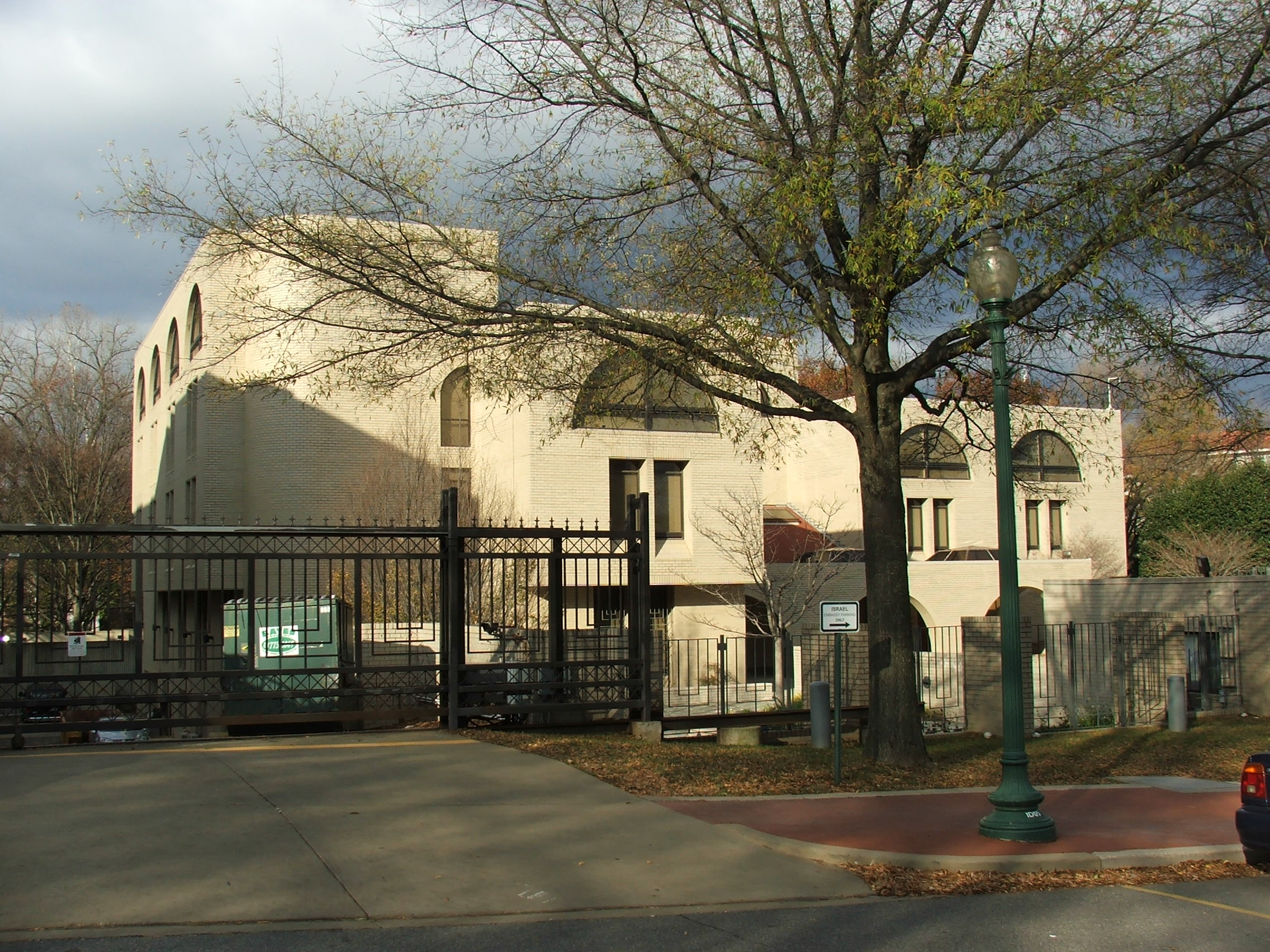
سفارت‌خانهٔ اسرائیل در واشینگتن، دی.سی.

نمایندگی‌های دیپلماتیک اسرائیل به سفارت‌خانه‌ها، سرکنسولگری‌ها و کنسولگری‌های کشور اسرائیل اطلاق می‌شوند که زیر نظر وزارت امور خارجه اسرائیل به فعالیت مشغول هستند. از نوامبر ۲۰۲۱، اسرائیل دارای ۸۲ سفارت مقیم از جمله یک دفتر در تایوان، ۲۲ سرکنسولگری و ۲ کنسولگری در ۱۶۵ کشوری که اسرائیل را به رسمیت می‌شناسند می‌باشد.
اسرائیل همچنین پنج نمایندگی دیپلماتیک در سازمان‌های چندجانبه دارد که ۴ تا در سازمان ملل و یکی در اتحادیه اروپا است. اسرائیل همچنین یک دفتر اقتصادی و فرهنگی در تایوان و یک دفتر نمایندگی در آژانس بین‌المللی انرژی‌های تجدیدپذیر در امارات متحده عربی دارد.
بزرگترین تحول دیپلماتیک اسرائیل در جامعه بین‌المللی با پیمان‌های صلح و به‌رسمیت شناختن کشورهای عربی مانند مصر در اواخر دهه ۱۹۷۰ و اردن در اوایل دهه ۱۹۹۰ رخ داد که منجر به افتتاح سفارتخانه‌ها در قاهره و امان شد. در اواخر دهه ۱۹۸۰، با پایان یافتن جنگ سرد چندین سفارت اسرائیل در کشورهای سابق بلوک شرق باز شدند. در آغاز دهه ۱۹۹۰، اسرائیل روابط رسمی با اتحاد جماهیر شوروی، هند و چین برقرار کرد. دورنمای فرایند صلح اسرائیل–فلسطین در اواسط دهه ۱۹۹۰ منجر به این شد که دفاتر دولتی اسرائیل به عنوان دفاتر نمایندگی تجاری در تعداد انگشت شماری از کشورهای عربی مانند بحرین، قطر، تونس، عمان و مراکش باز شوند که در دهه ۲۰۰۰، همگی دفاتر اسرائیل را تعطیل کردند.اسرائیل سفارتخانه‌های خود در موریتانی و ونزوئلا را پس از جنگ غزه، به دنبال درخواست دولت این کشورها تعطیل کرد. پس از امضای پیمان ابراهیم، اسرائیل، سفارتخانه‌های خود را در امارات متحده عربیو بحرین در سال ۲۰۲۱و همچنین یک سرکنسولگری در دبیو یک دفتر رابط در مراکش را افتتاح کرد.
از سال ۲۰۱۴، نمایندگی‌های دیپلماتیک آلمان در تمامی کشورهایی که اسرائیل نمایندگی رسمی دیپلماتیک ندارد، به شهروندان اسرائیلی کمک کنسولی می‌کنند.

## سفارت‌های اسرائیل در آفریقا
- آنگولا
- کامرون
- مصر
- اتیوپی
- غنا
- ساحل عاج
- کنیا
- مراکش (دفتر رابط)
- نیجریه
- رواندا
- سنگال
- آفریقای جنوبی

## سفارت‌های اسرائیل در قاره آمریکا
- آرژانتین
- برزیل
  - برازیلیا (سفارت)
  - سائو پائولو (سرکنسولگری)
- کانادا
  - اتاوا (سفارت)
  - مونترال (سرکنسولگری)
  - تورنتو (سرکنسولگری)
- شیلی
- کلمبیا
- کاستاریکا
- جمهوری دومینیکن
- اکوادور
- گواتمالا
- هندوراس
- مکزیک
- پاناما
- پرو
- ایالات متحده آمریکا
  - واشینگتن، دی.سی. (سفارت)
  - آتلانتا (سرکنسولگری)
  - بوستون (سرکنسولگری)
  - شیکاگو (سرکنسولگری)
  - هیوستون (سرکنسولگری)
  - لس‌آنجلس (سرکنسولگری)
  - میامی (سرکنسولگری)
  - نیویورک (سرکنسولگری)
  - سان فرانسیسکو (سرکنسولگری)
- اروگوئه

## سفارت‌های اسرائیل در آسیا
- جمهوری آذربایجان
- بحرین
- چین
  - پکن (سفارت)
  - چنگدو (سرکنسولگری)
  - گوانگ‌ژو (سرکنسولگری)
  - هنگ‌کنگ (سرکنسولگری)
  - شانگهای (سرکنسولگری)
- گرجستان
- هند
  - دهلی نو (سفارت)
  - بنگلور (سرکنسولگری)
  - بمبئی (سرکنسولگری)
- ژاپن
- اردن
- قزاقستان
- میانمار
- نپال
- فیلیپین
- سنگاپور
- کره جنوبی
- تایوان (دفتر اقتصادی و فرهنگی)
- تایلند
- ترکیه
  - آنکارا (سفارت)
  - استانبول (سرکنسولگری)
- ترکمنستان
- امارات متحده عربی
  - ابوظبی (سفارت)
  - دبی (سرکنسولگری)
- ازبکستان
- ویتنام

## سفارت‌های اسرائیل در اروپا
- آلبانی
- اتریش
- بلاروس
- بلژیک
- بلغارستان
- کرواسی
- قبرس
- جمهوری چک
- دانمارک
- فنلاند
- فرانسه
  - پاریس (سفارت)
  - مارسی (سرکنسولگری)
- آلمان
  - برلین (سفارت)
  - مونیخ (سرکنسولگری)
- یونان
- سریر مقدس
- مجارستان
- جمهوری ایرلند
- ایتالیا
- لتونی
- لیتوانی
- هلند
- نروژ
- لهستان
- پرتغال
- رومانی
- روسیه
  - مسکو (سفارت)
  - سن پترزبورگ (سرکنسولگری)
- صربستان
- اسلواکی
- اسپانیا
- سوئد
- سوئیس
- اوکراین
- بریتانیا

## سفارت‌های اسرائیل در اقیانوسیه
- استرالیا
- نیوزیلند

## نمایندگی‌ها در سازمان‌های چندجانبه
- بروکسل  (نمایندگی دائمی در اتحادیه اروپا)
- ژنو  (نمایندگی دائمی در موسسات سازمان ملل متحد)
- نیویورک (نمایندگی دائمی در سازمان ملل متحد)
- پاریس (نمایندگی دائمی در نهادهای سازمان ملل متحد)
- وین (نمایندگی دائمی در نهادهای سازمان ملل متحد)

## سفارت‌های در حال افتتاح
- چاد
- مراکش[۱۳]
- سودان

## سفارت‌های سابق
- بنین
- بولیوی
- بورکینافاسو
- کامبوج
- جمهوری آفریقای مرکزی
- جمهوری کنگو
- کوبا
- جمهوری دموکراتیک کنگو
- السالوادور
- اریتره
- اسواتینی
- فیجی
- گابن
- گینه
- هائیتی
- ایران
- جامائیکا
- لیبریا
- ماداگاسکار
- مالاوی
- مالی
- موریتانی[۱۴][۱۵][۱۶]
- نیجر
- پاراگوئه
- سیرالئون
- آفریقای جنوبی
- سری‌لانکا
- تانزانیا
- توگو
- تونس
- اوگاندا
- ونزوئلا
- زامبیا